# Alpheus Hyatt Verrill

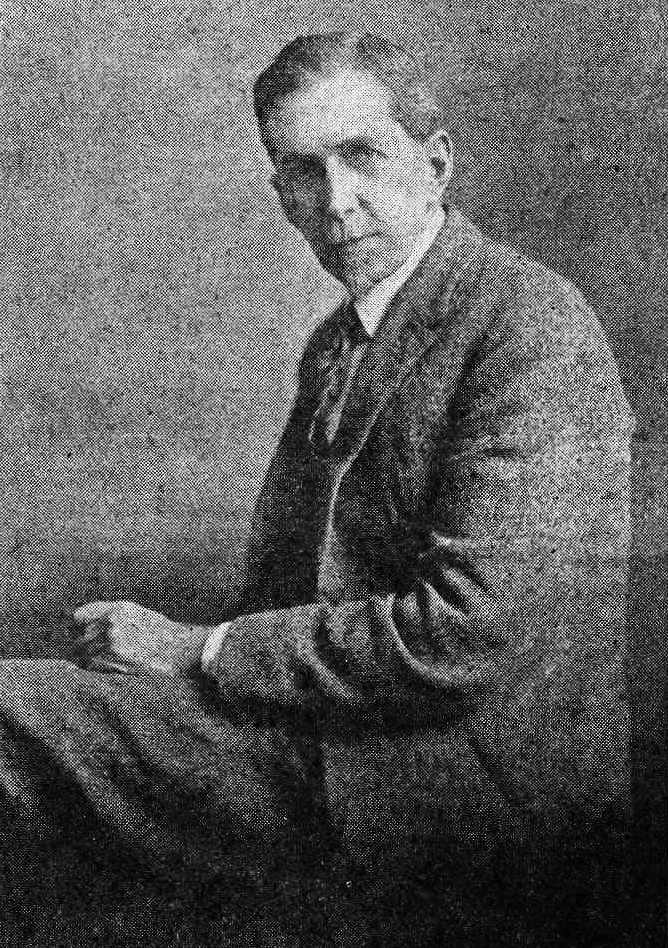
Verrill im Jahr 1927

Alpheus Hyatt Verrill (geboren am 23. Juli 1871 in New Haven, Connecticut; gestorben am 14. November 1954 in Chiefland, Florida) war ein amerikanischer Schriftsteller, produktiver Autor populärwissenschaftlicher Artikel und Bücher, von Jugendschriften und von Erzählungen, die in den zeitgenössischen Pulp-Magazinen erschienen. Bekannt ist er heute vor allem als Verfasser von Science-Fiction. Außerdem war er Naturforscher und Archäologe, Illustrator und Erfinder fotografischer Techniken. 

## Leben
Er war der Sohn des Zoologen Addison Emery Verrill, der ihn auch in Naturwissenschaften unterrichtete. Verrill wurde an der Yale University School of Fine Arts als Künstler ausgebildet. Er arbeitete als Illustrator für die naturgeschichtlichen Artikel von Webster’s International Dictionary (1896) und für das Clarendon Dictionary. 1920 erfand der den „autochromen Prozess“, ein frühes Verfahren der Farbfotografie. Als Naturforscher und Archäologe arbeitete er lange Jahre in Süd- und Mittelamerika: von 1903 bis 1906 in Dominica, von 1913 bis 1917 in Britisch-Guayana und danach bis 1921 in Panama. Er war bis ins hohe Alter Teilnehmer an Expeditionen in diesen Gebieten. 1933 bis 1934 unternahm er Unterwasserausgrabungen in der Karibik. 
Verrill war ein ausgesprochen produktiver und zu seiner Zeit sehr bekannter Autor, der 115 Bücher und hunderte von Artikeln zu den verschiedensten Themen aus den Bereichen der Naturwissenschaften, Technik und der Geschichte verfasste, die sich oft an ein jugendliches Publikum wandten. Allerdings wurde die wissenschaftliche Zuverlässigkeit seiner populärwissenschaftlichen Arbeiten von mehreren Rezensenten in Frage gestellt.
Seine phantastischen Romane und Erzählungen, mit denen er ein regelmäßiger Beiträger in Amazing Stories und Amazing Stories Quarterly war, handeln oft von der Begegnung jugendlicher Protagonisten mit verlorenen Zivilisationen irgendwo in entlegenen Dschungeln Mittel- und Südamerikas. Ein Beispiel hier ist der Roman The Golden City (1916), in dem der junge Frank Ellis mit seinem Begleiter Mr. Andrews im Dschungel Guyanas einen unbekannten Kannibalenstamm und eine verlorene Stadt finden. In der offenbar von einem Meteoreinschlag zerstörten, äonenalten Ruinenstadt finden sie reichlich Gold und andere Schätze. In diese Gruppe von Erzählungen gehören auch die Serien der Boy Adventurers und der Radio Detectives.
Verrill hatte 1892 Kathryn L. McCarthy geheiratet und mit ihr vier Kinder. 1944 heiratete er Lida Ruth Shaw. 1954 ist Verrill im Alter von 83 Jahren gestorben.

## Bibliografie
Sind bei den Originalausgaben zwei Erscheinungsjahre angegeben, so ist das erste das des Erstdrucks und das zweite das der Erstausgabe (als Buch).
Cloven Foot
- The Trail of the Cloven Foot (1918)
- The Trail of the White Indians: Sequel to The Trail of the Cloven Foot (1920)

Boy Adventurers
- The Boy Adventurers in the Forbidden Land (1922)
- The Boy Adventurers in the Land of El Dorado (1923)
- The Boy Adventurers in the Land of the Monkey Men (1923)
- The Boy Adventurers in the Unknown Land (1924)

Radio Detectives
- The Radio Detectives (1922)
- The Radio Detectives Under the Sea (1922)
- The Radio Detectives Southward Bound (1922)
- The Radio Detectives in the Jungle (1922)

Romane
- An American Crusoe: A Record of Remarkable Adventures on a Desert Island with only a Jackknife (1914)
- The Golden City: A Tale of Adventure in Unknown Guiana (1916)
- Into the Green Prism (1929)
- The Bridge of Light (1929, 1950)
- When the Moon Ran Wild (1931, 1962, auch als Ray Ainsbury)
- The Incas’ Treasure House (1932)
- The Treasure of the Golden God (1933)
- Through the Andes (1934)
- The Inner World (1935)
- The Treasure of Bloody Gut (1937)
- The Bridge of Light (1950)
- When the Moon Ran Wild (1962)

Sammlungen
- Scientifiction (5 Bände, 2008)

Kurzgeschichten
- Beyond the Pole (1926)
- Through the Crater's Rim (1926)
- The Man Who Could Vanish (1927)
- The Plague of the Living Dead (1927)
  - Deutsch: Mordende Leichen. In: Mordende Leichen. Luther, Baden-Baden 1971.
- The Voice from the Inner World (1927)
- Variant: The Inner World (1939)
- The Ultra-Elixir of Youth (1927)
- The Astounding Discoveries of Doctor Mentiroso (1927)
- The Psychological Solution (1928)
- The King of the Monkey Men (1928)
- The World of the Giant Ants (1928)
- Death from the Skies (1929)
- Vampires of the Desert (1929)
- Dirigibles of Death (1930)
- Beyond the Green Prism (1930)
- The Feathered Detective (1930)
- The Non-Gravitational Vortex (1930)
- A Visit to Suari (1930)
- Monsters of the Ray (1930)
- The Exterminator (1931)
- The Death Drum (1933)
- The Mummy of Ret-Seh (1939)
- The Flying Head (1939)
- The Ghostly Vengeance (1939)

Sachliteratur
- Knots, Splices and Rope Work (1912, 1946)
- Harper's Book for Young Naturalists (1913)
- Harper's Wireless Book (1913)
- Harper's Book for Young Gardeners (1914)
- Harper's Gasoline Engine Book (1914)
- Islands of Spice and Palm (1915)
- The Boy Collector's Handbook (1915)
- A-B-C of Automobile Driving (1916)
- The Book of the West Indies (1917)
- The Ocean and Its Mysteries (1917)
- Getting Together with Latin America (1918)
- Islands and Their Mysteries (1920)
- Rivers and Their Mysteries (1922)
- The Boy's Book of Buccaneers (1927)
- The Boy's Book of Whalers (1927)
- Cuba Past and Present (1928)
- Thirty Years in the Jungle (1929)
- Lost Treasure: True Tales of Hidden Hoards (1930)
- Under Peruvian Skies (1930)
- Jamaica of Today (1931)
- Secret Treasure: Hidden Riches of the British Isles (1931)
- The Inquisition (1931)
- West Indies of Today (1931)
- The Incas' Treasure Cove (1932)
- They Found Gold; True Stories of Successful Treasure Hunts (1934)
- Romantic and Historic Virginia (1935)
- Along New England Shores (1936)
- The Heart of Old New England (1936)
- My Jungle Trails (1937)
- Strange Reptiles and Their Stories (1937)
- Strange Birds and Their Stories (1938)
- Strange Fish and Their Stories (1938)
- Strange Insects and Their Stories (1938)
- Minerals, Metals and Gems (1939)
- Strange Animals and Their Stories (1939)
- Wonder Plants and Plant Wonders (1939)
- Perfumes and Spices (1940)
- Wonder Creatures of the Sea (1940)
- Great conquerors of South and Central America (1943)
- Foods America Gave the World (1945)
- Strange Customs, Manners and Beliefs (1946)
- Strange Prehistoric Animals and Their Stories (1948)
- The Young Collector's Handbook (1948)
- Shell Collector's Handbook (1950)
- Strange Sea Shells and Their Stories (1936)
- America's Ancient Civilizations (1953, mit Ruth Verrill)
- Strange Creatures of the Sea (1955)
- The Strange Story of Our Earth: A Panorama of the Growth of Our Planet as Revealed by the Sciences of Geology and Paleontology (1962)
- Never a Dull Moment: The Autobiography of A. Hyatt Verill (2008)